# フォーチューンの海砦
『フォーチューンの海砦〜深遠なる時海の狭間に〜』（フォーチューンのかいさい しんえんなるじかいのはざまに）はテーブルトークRPG(TRPG)『セブン＝フォートレス』のリプレイ作品。ゲームマスター（GM）とリプレイ執筆は菊池たけし。
『アルセイルの氷砦』に続く「砦シリーズ」リプレイの第二弾として『RPGマガジン』26号（1992年6月号）〜63号（1995年7月号)に連載され、後にゲーム・フィールドや富士見書房、エンターブレインから単行本・文庫としてまとめられた。
サブタイトル「深遠なる時海の狭間に」は雑誌連載時にはなく、ゲーム・フィールド版単行本『アルセイルの氷砦 Advanced』での『フォーチューンの海砦』予告漫画で初めて付けられたものである。なおこのサブタイトルは最終話のタイトルでもある。
イラスト担当は歴代の『セブン＝フォートレス』リプレイで最も変遷が激しい。『RPGマガジン』連載時は第一部が鈴木猛、第二部が宮須弥。単行本版・文庫版はゲーム・フィールド版、富士見書房版（富士見ドラゴンブック）、エンターブレイン版（ファミ通文庫）とで異なるが、前二者の表紙は四季童子、エンターブレイン版の表紙は石田ヒロユキが担当している。本文挿絵は富士見書房版は佐々木あかね、エンターブレイン版は石田ヒロユキ。

## 概要
1992年、リプレイ『アルセイルの氷砦』のヒットにより、リプレイに使われたゲームシステム『セブン＝フォートレス』の商品化の企画が動き出した。そして、商品化に向けたPRもかねて『RPGマガジン』で連載が開始されたのが本リプレイ『フォーチューンの海砦』である。しかし実際に製品化ルール第一版『セブン＝フォートレスRPG』が発売されたのは連載終了から1年以上たった1996年のことである。リプレイ自体の単行本化はさらに遅れ、システムがルール第二版『セブン＝フォートレス Advanced』に移行して約1年後の1999年に初版（ゲーム・フィールド版）が出版されている。
ゲームシステムには『氷砦』終了後からさらにバランスを調整した『SEVEN＝FORTRESS Ver3.10』を使用。『海砦』は商品化に向けて更なるバランス調整を行うためのテストプレイの意味合いもあった。システムは、『氷砦』に使われた『SEVEN＝FORTRESS Ver1.xx』よりもはるかに完成されたルールではあるものの、ゲームシステムの運用面については前作よりもはるかにバランスが悪いものになっている。これは下手に様々なデータを数値化したために逆にプレイヤーたちにルールの穴を突かれて悪用されてしまった所以である。特に自作魔法のルールはプレイヤーにさんざん隙をつかれて、PCたちを強力にしすぎてしまっている。しかし、このリプレイがあったからこそ、製品版（初版のバージョンナンバーは『SEVEN＝FORTRESS Ver3.30』、『Advanced』移行前の最終版はは『SEVEN＝FORTRESS Ver3.31A』）でバランスを取ることができたともいえる。
『氷砦』で行われた読者からのアイデアの採用は今回も積極的に行われ、特に『SEVEN＝FORTRESS Ver3.10』がパソコン通信「HJ-NET」に公開されていたことから、ルールやデータ面にまで突っ込んだ様々な投稿が読者から寄せられ、リプレイに反映されている。
連載は第一部と第二部に分かれている。これは諸事情で途中でプレイヤー交代があったためだが（「#連載中のトラブル」も参照）、ストーリー自体は第二部が中心である。『氷砦』と同じく初期はギャグ色に強いユーモアファンタジーのノリで始まったが次第にシリアス色が増していき、最後はPCたちが世界の危機に立ち向かう話となっている。
当初の予定では全6回ほどの連載で、終了と同時期に製品版の『セブン＝フォートレス』を発売する予定だったのだが、リプレイがプレイヤー交代など様々な事情から波乱続きの展開となりストーリーが長期化。さらにはGMの菊池たけし自身が他の雑誌の記事の連載により多忙となり、休載やごく少数ページしか載らない号などが続き連載の長期化に拍車をかけた。結果、セッション回数自体は10回にも満たない反面、完結まで三年（休載月もあるので連載回数は全21回）に渡る作品となってしまった。なお、製品版『セブン＝フォートレスRPG』もそれに引きずられるかのように発売が延期してしまっているため、皮肉な結果ではあるが、製品版のテストプレイとしての『海砦』の意義は最後まで失われなかった。
少ないセッション回数で3年間の月刊誌の連載をこなすために、全体的に文章を無理やり引き伸ばしている感がありストーリー展開が遅い部分が目立つが、「砦シリーズ」史上もっとも大きなどんでん返しが存在するリプレイでもある。
『海砦』は上述したように単行本化が『Advanced』移行後であり、文庫化も長らく行われず、一時期は幻のリプレイとされていたが、2007年に『ラ・アルメイアの幻砦』と同時に、当時のシステムであった第3版『セブン＝フォートレス V3』に沿った改稿を加えて文庫化された。『幻砦』の文庫版が『フォーラの森砦』『フレイスの炎砦』同様ファミ通文庫から出されたのに対し、『海砦』の文庫判は『氷砦』と同じく富士見ドラゴンブックから出版されたため、続く『リーンの闇砦』(富士見ドラゴンブック)、『シェローティアの空砦』(ファミ通文庫)と合わせ、一時は「砦シリーズ」のリプレイが2社に跨って出される状況となったが、ファーイースト・アミューズメント・リサーチは2010年7月発売の『ゲーマーズ・フィールド別冊』Vol.20でのエンターブレイン版『氷砦』の広告にて、「砦シリーズ」全リプレイの版元をエンターブレインに一本化する方針を示している。

## あらすじ
第一部
十六王紀960年。平和を取り戻したラース＝フェリアで、フォーチューン地方を旅する4人の探索者がいた。その名はライム、ミリア、ナティノ、ゴロー。ナティノの莫大な借金を返すために彼らが受けた依頼は、あの「闇の宗教」の残党が持つという魔宝石「ダークサファイヤ」の奪還というものであった。なんとかダークサファイヤを手に入れた一行だったが、その正体は前作で強力な古代の秘宝として登場した「七宝珠」の一つ<海の宝珠>であった。伝説の宝珠を手に入れた一行は図らずもトラブルに巻き込まれていく。　
第二部
<海の宝珠>を巡る事件から3年。ナティノとライムの元に事件で知り合った神官のエルファより至急ババウル島に来て欲しいという手紙が来る。新たな仲間であるベガオとナティノの子供である双子のアニーズ&デニーズとともにババウル島に向かった一行だったが、そこで見たものは謎の生物「水晶蟲」に蝕まれていく大地の姿であった。果たして水晶蟲の正体とは？

## 登場人物・用語

### プレイヤーキャラクター
プレイヤーによって操作するキャラクター。PC。名前の横にカッコで記述されているのはプレイヤー名である。キャラクタークラス矢印つきで複数かかれている場合は途中でクラスチェンジしたことを表す。

#### 第一部、第二部共通
ライム＝ケーベル (如月悠紀乃)
キャラクタークラス : メイジ → サモナー
属性 : 〈空〉
旅の占い師の17歳の少女（第一部開始時）。
育ての親にあたる占い師の老人に突然「世界を救う勇者を探してこい」といわれて家を追い出され、勇者を探す旅に出た。彼女の占いが示した勇者がナティノとゴローである。
正義感が非常に強い性格で、困った人は見過ごせず、悪い奴らは見逃せない。<空>属性の強力な攻撃魔法をぶっぱなすパーティーの砲台でもある。その一方でパニックになりやすい面があり、ひとたびパニくると「きゃーいやーやめてーおかーさーんっ」と叫びまくる絶叫魔術師である。
彼女を育てた占い師は「ティアン族」と言われる特殊な種族の者であり、彼女はその一族の集落にいる唯一の人間族の者である。
弱点は「美形の男性に弱い」こと。ブラス討伐からナティノとの再会までの3年間にミリアが結婚し、ゴローも結婚した（そして逃げられた）、さらにナティノにまでも妻子がいたことが発覚。冒険の目的の一つに「彼氏を探す」ことが追加された。
ババウル島からの脱出後、リ・アクアティースの神官長ヴェスターから、自分が実はただの人間ではなく、女神ティアナの転生体であること、それゆえにティアンの森で育てられていた事実を知らされる。彼女はティアナが持つ「時間を操る力」を駆使することができ、最終決戦ではそれを使って十六王紀918年のババウル島に戻り、改造される前の「堕ちた精霊獣」を倒した。この結果、『海砦』で語られた事件は「起こらなかったこと」となり、ラース＝フェリアの正史に残ることはなくなった。しかしライム自身はナティノを元の時代＝十六王紀963年に戻す「導く存在」となるため、ひとり918年のババウル島に残った。
ナティノ＝マゴメノジョ＝ナザン (成田豊)
キャラクタークラス : プリースト → ビショップ
属性 : 〈幻〉
ラ・アルメイア地方の豪族出身の25歳の青年。神官だが放蕩癖がある上、妻子持ちでありながら無類の女好きのナンパ師。
放蕩癖が高じて莫大な借金を背負っており、それを返すための依頼をこなすことが第一部の導入となっている。
性格は無責任なほど前向きで落ち込むことはほとんどない。ただし非道な相手には激しい怒りをぶつける熱い面もある。二児の父親であり、かなりの親馬鹿。妻のアンナのことは愛してはいるが、浮気の虫がおさまることもない。その浮気癖と借金のため、しばしば離婚の危機に陥っており、全ての事件が解決した後もローには借金を取り立てられ、サライに迫っては《聖光爆裂（リプレイド）》を食らい、果ては妻から離婚届を突きつけられるなど変わらぬダメ男ぶりを見せていた。
ナティノのプレイヤーの成田はGMの菊池の学生時代からのゲーム仲間であり、データ解析を得意とする。そのため、魔法の自作ルールを駆使してGMさえも予想しなかったとんでもない魔法を多数作って、リプレイのシナリオ展開に大きな影響を与えていた。
なお、ナティノのような「莫大な借金をしていて、その返済のために冒険している」というキャラクターをPCでも再現可能とするために、製品版『セブン＝フォートレスRPG』では借金のルールが明確化された。借金のルールは現在でも『セブン＝フォートレス』シリーズや、そこから派生したゲームである『ナイトウィザード』シリーズに継承されており、他のTRPGではあまり類を見ない部分として『セブン＝フォートレス』系列作品の個性となっている。

#### 第一部のみ
ミリア＝フェンネル (早川由)
キャラクタークラス : ライトウォーリア
属性 : 〈森〉
16歳だが、外見、精神年齢ともに幼稚園児並。宝石や貴金属などの「ひかりもの」に目がない。
盗賊ギルドで育てられたが、ある日「身の危険を感じて」ギルドの宝石をあらいざらい盗んで脱走。その途中で出会ったライムの旅の道連れとなった。
倫理観が薄く、自らの欲望に忠実だが無邪気さがあいまってどこか憎めない性格。盗賊の割には危険感知能力が低く、目の前にひかりものを出されればあきらかに怪しい相手にも蝶が花に吸いよされるようにふらふらとついていってしまう。
ファンタジーRPGの定番の一つであるシーフ（盗賊）的役割を担ったキャラクターだが、『SEVEN＝FORTRESS Ver3.10』ではシーフを表すクラスがなかったために、ライトウォーリアで代用されている。また、プレイヤーの早川がTRPG未経験者（『ソード・ワールドRPG』を少しプレイした程度）であるため、キャラクターメイキングではナティノ役の成田の指導により、ライトウォーリアに必要ない【知力】を削り他の能力値を上げた結果、【知力】が「3」という低数値となり、のちのプレイヤー交代事件の遠因となった。もっともライトウォーリアとしては強力であり、第2話「金のためにできること」ではノーダメージでブラスの配下のメイジウォーリア2人を一蹴している。
ブラス討伐後、ライムたちと3年後の再会を約束したが、その間に結婚し、ライムを悔しがらせた。結婚を気に盗賊稼業からは足を洗ったようだが、最終決戦を前にした第12話「時をかける―」では「堕ちた精霊獣」の大群の襲撃を受けるフォーチューンの大都市リ・アクアティースに駆けつけ、マドカを襲う「堕ちた精霊獣」の触手を寸断するなどでライムたちを援護している。
キャラクターのモデルはアニメ『ふしぎの海のナディア』のマリー。
オーソ＝ネイ＝ゴロ (じゃが丸)
キャラクタークラス : ウォーリア
属性 : 〈炎〉
「ゴローさん」の愛称を持つ幸薄いオヤジ戦士。
かつてはその筋では勇名な遺跡荒らしで、盗掘が違法活動にあたるような遺跡にも手を出していたらしく、何度が逮捕されたこともある。現在は「地道に生きる」ことをモットーに下着や鎮火石のセールスをしているが、人の良さと騙されやすさが災いしナティノの借金の連帯保証人になってしまい、彼と共に借金取りに追われる毎日である。借金の件だけでなく様々なシチュエーションで他人に体よく利用されてしまっている。なお、なぜか語尾に「ざんす」をつける口癖がある。
ブラス討伐後もナティノの借金返済のために奔走しており、そのため3年後の再会を約しながら果たせなかった。
キャラクターのモデルはドラマ『キツイ奴ら』の大曽根吾郎（演：小林薫）。元金庫破りであり、その技を封印しているが、毎回なんらかの事情（主に借金返済のため）にその技を使うハメになる。第一部はこのドラマのパロディが多数ちりばめられている。

#### 第二部のみ
ベガオ (あずたけいた)
キャラクタークラス : グラップラー
属性 : 〈闇〉
世界征服の野望を持つ格闘家。しかし当の本人がとても善人なため、それが障害になって世界征服活動は遅々として進んでいない。莫大な資産を持つ富豪でもあり、パーティの為に大型の舟を一艘現金で購入するほどである。プレイヤーのあずたが戦闘能力に特化した能力値割り振りを行った為、【信仰】が1、【幸運】が3という、ミリアの【知力】3を上回り、ナティノの【信仰】1に匹敵する極端な数値となった。『RPGマガジン』連載時の表記は「ベガ夫」。
実はかつてのラグシア戦乱で「闇の宗教」に改造されたサイボーグ兵士であり、体内からミサイルを発射したり腕を伸ばしたりカニアーマーを展開できたりする。しかしなぜか当時の記憶を失っており、最終話「深遠なる時海の狭間に」まで、自分の過去の秘密に気づかなかった。
その最終決戦では、リ・アクアティースの空を埋め尽くさんばかりに来襲した精霊獣の群れを前に全ての記憶を取り戻し、己の命を燃やし尽くして「真・蟹光線」を発射、光の中へと消え去っていった。
デニーズ&アニーズにはおもちゃのように扱われているが、結構懐かれており、父親のナティノがいないときは双子のお守役でもあった。
プレイヤーのあずたはセッションを休むことが多く、後半は第12話終盤まで「ベガオは壊れていた」ことにされてしまって出番がほとんどなかった。
キャラクターのモデルは格闘ゲーム『ストリートファイターII』の格闘王ベガ。サイボーグの元ネタは『ワールドヒーローズ』のブロッケンである。
デニーズ&アニーズ (成田豊、アニーズは一部如月悠紀乃)
キャラクタークラス : メイジ (デニーズ) / プリースト (アニーズ)
属性 : 〈森〉 (デニーズ) / 〈海〉 (アニーズ)
ナティノの双子の子供。デニーズがお兄さんでアニーズが妹。年齢は5歳。
第二部開始時にナティノのプレイヤーの成田が「実は子供がいる」という設定を加えたために生まれたキャラクターである。幼いながらも二人とも魔法を使いこなす探索者である。個々の能力はまだ弱いが、2人が力を合わせて放つ強力な合体魔法《森海双爆光（ファ・レス）》を持ち、第6話「水晶の森」では襲いかかったベガオをこの技で倒している。
父親のナティノの前ではいい子を演じているが、父親が見ていないときは態度が変貌してイタズラ好きの悪ガキになる。二人のイタズラの主な被害者はベガオである。
父・ナティノの冒険に同行し、第11話「生命、散って―」終盤で、デニーズはババウル島を侵食する水晶蟲からの避難のため滞在していたデイジーの街を襲撃した「堕ちた精霊獣」に喰われ生命を落とす。
名前の元ネタはファミリーレストランチェーンの『デニーズ』と『アニーズ』。ナティノの名前に『ジョナサン』が入っていたことが由来である。なお、ナティノの妻・アンナの名前も、ファミリーレストラン『アンナミラーズ』から引用されている。
デニーズ&アニーズは読者にも人気が出たキャラで、製品版『セブン＝フォートレス』では優れた素質を持った幼児をPCとするためのキャラクタークラス「ぷち」が追加された。この「ぷち」は現行ルール『メビウス』まで続いている。

### ノンプレイヤーキャラクター
謎の覆面魔導師
〈海の宝珠〉を狙ってライムらPCパーティーの前にたびたび現れる謎の3人組のうちの1人。3人のリーダーにあたる。顔をすっぽりとローブで隠しており、声と口調からして女性だというのがわかる以外は最終話終盤までその正体が明かされない。
第一部では<海の宝珠>を狙ってPCたちを襲う闇の宗教残党の撃退に協力するが、第二部では立場を一転させて、ライムたちから宝珠を奪うべく敵に回る。
その正体は、宝珠を悪用しようとしている者たちを始末すべく世界中を飛び回っている「サライの八導師」の一員である。「サライの八導師」が宝珠の存在を危険とみなし、全ての宝珠の封印を最終目的としていることを考えると、彼女ら3人組の行動は当然の行いであったが、第12話で「堕ちた精霊獣」のリ・アクアティース襲来を知り、師サライやラスィも加えて、イクスティム姉弟と共に再びライムたちに力を貸す。
最終話でナティノにローブで隠していた素顔を明かす。これこそが本リプレイ最大のサプライズであった。
イクスティム姉弟
〈海の宝珠〉を狙ってPCパーティーの前にたびたび現れる謎の3人組のうちの2人。魔導戦士であり、PCたちのライバル役にあたる。双子で、姉のシェイラは美人、弟のシェディは美形だが共に不敵な性格。かなりの実力者で、共に剣術を会得している他、シェイラは〈闇〉属性、シェディは〈氷〉属性の魔法を使いこなす。基本的に姉弟セットで登場する。
第12話で覆面魔導師と同じ「サライの八導師」の一員であることを明かし、リ・アクアティースで「堕ちた精霊獣」に応戦する。
キャラクターの性格的なモデルは『ドラゴンボール』の人造人間17号と18号。
NPCだが、最終話では、ベガオの最期を含む場面で、シェイラを如月、シェディを成田が担当していた。
エルファ＝コーネスト
フォーチューン地方の大都市リ・アクアティースの神殿に仕える神官。神官長ヴェスターより闇の宗教残党に奪われた<海の宝珠>の奪還を命じられ旅をしていた。ジュテームの隊商に乗り合わせたところを、隊商の護衛をローから依頼されたライムたちと知り合う。第一部ではパーティーの回復役として助っ人NPCとして活躍した。
第二部では急速にババウル島を侵食する水晶蟲対策のためリ・アクアティースから現地に急行。ライムたちに支援を要請するが、第8話「白銀の霧に包まれて」で自らも水晶蟲に冒され、死の床に臥せってしまう。そして「堕ちた精霊獣」の出現で今回の事件の真相を知り、かつて犯した己の過ちを清算しようとすべく、ライムたちに<海の宝珠>を託してリ・アクアティース神殿に送り、自らは「堕ちた精霊獣」の前に立ちはだかり、落命する。
その正体は「闇の宗教」の残党で、「闇の宗教」にて水晶蟲や精霊獣の研究を行っていた人物である。ババウル島の秘密研究所で精霊獣の覚醒を進めていたが、「闇の宗教」の敗色が濃厚となったため研究を放棄。首領アムダラムの封印によって「闇の宗教」が壊滅・分裂した後、身分を隠すため各地を放浪して人々と触れ合ううちに改心し、神官として過ごしていた。
第二部、そして本リプレイ全体のラスボスでもあり、最終話では十六王紀918年のババウル島の「闇の宗教」の研究所で45年後の未来からやってきたライム、ラティノと対峙。未来の出来事を知らされ説得されるが応じず、精霊獣を覚醒させようとし、ライムの手で倒された。第二部のシナリオ構造上、「現代において、『闇の宗教』崩壊後に改心し、自身の罪に決着を着けようとするエルファ」と「過去において、『闇の宗教』の一員としてPCたちに立ちはだかる、諸悪の根源としてのエルファ」として2度死亡したことになる。
ジュテーム・カナタニ
第一部において〈海の宝珠〉を闇の宗教残党から奪うことをライムたちに依頼した人物。成金の商人で、第一部の舞台である小都市スマトラに近い商業都市ギュージールを事実上支配している。ムダに豪華な衣装を好み、口調はアニメ『一休さん』の将軍様に近い。
魔法の研究を趣味でやっていて、それが高じて<海の宝珠>を欲しがった。ライムたちの力を使って宝珠は手に入れたものの、ブラス率いる闇の宗教残党に奪い返されてしまう。
第5話でギュージールが蜂起したブラス一党に制圧され、ジュテームも街の中央広場に吊るされた上火焙りにされる寸前だったが、ミリアとゴローに救出された。
ロー＝キーチ
ナティノに借金を貸している高利貸しの会社社長。ボディーガードやダンジョン探索などのヤバい仕事の仲介人もしているようで、借金が返せないナティノに、借金のカタに様々な仕事を代行させる。それが第一部での定番の導入である。
キャラクターのモデルは『キツイ奴ら』の登場人物である借金取りの川西貴一朗（演：柳葉敏郎）。吾郎や小山内完治（演：玉置浩二）にとっては敵にあたるが、奇妙な友情で結ばれてもいる。ドラマの後半では「共通の敵である巨悪」を倒すために吾郎たちと手を組んでいた。リプレイの第一部後半から第二部冒頭にかけてライムたちに甘くなったのはそれを踏まえた展開である。
ブラス
第一部のラスボス。闇の宗教残党をまとめあげていた十二人の「闇の騎士」の1人。剛力の剣士。闇の宗教壊滅後は構成員を率いて山賊稼業をして過ごしていた。
七宝珠から力を強引に吸い出すことができる魔法の鎧「ダークメイル」と「ダークサファイア」こと〈海の宝珠〉を手に入れたことから闇の宗教を再興する計画をたてたが、ライムたちが宝珠と鎧を奪ったために頓挫。最終的に彼は宝珠のみを取り戻し、それを自らの体内に埋め込むことで魔人と化したが、一定の時間の間〈海の宝珠〉の力を封じられる「金の葉」を手に入れたライムたちとの対決に敗北。ゴローの剣技「魔闘剣」によってとどめを刺され死亡した。
水晶蟲
第二部のみに登場。フォーチューン地方にあるババウル島に現れた謎の虫型をした生命体。銀色の霧とともに現れ周囲の生物や大地を水晶に変えてしまうおそるべき生物である。ババウル島はこの水晶蟲の大量発生により壊滅の危機に陥っており、リプレイ第二部はこの水晶蟲を誕生させている親玉を探し出し退治するのが基本的な目的となっている。
堕ちた精霊獣
第二部のみに登場。『氷砦』にも登場した。無限進化の能力を持つ怪物であり水晶蟲を生み出した存在である。体長は500メートルに及ぶ。知性を持ち人間とコミュニケーションも可能。
精霊獣とは精霊界に住む破壊本能のみの怪物である。強力な精霊獣ならひとたび地上に召喚されれば文明そのものを一瞬で壊滅させたれる。
自陣営に不利な情勢となったラグシア戦乱の打開のため、「闇の宗教」は召喚された精霊獣の一体を捕獲し、これを人間が自由に操れる軍事兵器に転用する研究をババウル島の地下に設けた秘密研究所で行っていた。研究の結果を受けて、この精霊獣には進化能力が与えられた。これが「堕ちた精霊獣」といわれる存在である。エルファはこの研究の中心人物であった。
研究が放棄された後も進化は止まらず、最終的に世界の破壊という目的のために新たな精霊獣を生み出す創造の能力を手に入れた。そうして生まれたのが水晶蟲である。
生み出した兵士たちが人間たちと戦ったデータが堕ちた精霊獣に送られ、それをもとに新たに強化された兵士が生み出されるため、リプレイ後半になればなるほど絶望的な戦いになっていった。
設定上、「堕ちた精霊獣」は最終的にPCたちを上回る力の兵士を生み出すため、どうがんばってもPCたちに勝ち目がないようにできている。そのため、ライムとナティノはライムが持つティアンの力と〈海の宝珠〉、そして「フォーチューンの海砦」を用いて過去のババウル島に戻り、闇の宗教の研究所でエルファと捕獲されていた段階のオリジナルの精霊獣を倒すことになる。
サライ
『氷砦』のPC。第12話で「堕ちた精霊獣」本体との最終決戦の直前にゲストPCとして出演し、リ・アクアティースを覆う「堕ちた精霊獣」兵士に応戦、ライムたちを「フォーチューンの海砦」に送った。
マドカ
『氷砦』のPC。サライ同様第12話で「堕ちた精霊獣」との最終決戦の直前にゲストPCとして出演し、ライムたちを支援した。
『氷砦』の最終話「時の流れの果てに」で瀕死の重傷を負いつつ精霊界第三層からの脱出を図り、成功はしたものの、「アルセイルの氷砦」に飛ばされたミドリやサライとは別の地に転移してしまう。その後放浪の旅に出、そこでサライと再会した。
リ・ラスィ・シェフィールド
常人よりもはるかに長き時を生きる放浪の大賢者。『氷砦』ではPCを導く助言者として登場した。
第4話「宝珠の力」ではかつてラスィがフォーチューン地方の神殿に置いていったといわれる「黄金の葉」がブラス撃退のキーアイテムとして登場する。また、第12話ではリ・アクアティース攻防戦で窮地に陥ったライムたちを助けるためにサライたちとともに登場。過去に飛ぶライムにある忠告を伝えた。

### その他の登場人物・用語など
闇の宗教
世界支配を目的として破壊と混乱をばらまく秘密結社。かつてラグシア戦乱を引き起こした。サライら『氷砦』のPCたちの活躍で首領アムダラムは封印され、組織も3派に分裂したが、地下に潜って再興を図っている。
ラグシア戦乱
十六王紀889年、闇の宗教が一斉蜂起を起こしフォーラ地方全土を制圧した事件を指す。907年の「ラグシア会戦」で闇の宗教が大敗を喫したことで形成は逆転し、950年に闇の宗教の首領・アムダラムが封印されたことで61年間に渡る戦乱は終結した。
『氷砦』後半のバックグラウンドとなった事件であり、本リプレイの事件の遠因の一つでもある。なお、ファミ通文庫版下巻p234に「ラグシア王マリウス＝トゥエル・ラムス・エクサージュ」という人名が現れるが、彼は『氷砦』に登場するラグシア王女（王位請求者）サーディ＝トゥエル・オム＝エクサージュの子である。
サライと八導師
絶大な魔力を持つ七宝珠は本来は「宝珠の後継者」しか力を引き出せないのだが（アルセイルの氷砦#その他の登場人物・用語などの節を参照）、魔導技術の発展によりそれを誰でも引き出せる技術が作り出された。リプレイ中ではその技術を使ったアイテムが善悪両方の陣営に出てくる。
サライは、宝珠が悪人でも使用できるようになればラグシア戦乱のような悲劇がもっと頻発すると危険視し、全ての宝珠を封印することを決意。世界中に散らばる宝珠を奪うための実働部隊として組織したのが「八導師」である。八導師はサライに賛同する8人の強力な魔術師たちによって構成されていて、覆面魔術師やイクスティム姉弟も八導師の一員である。
八導師の設定はリプレイ中盤に明かされたため、多くの読者には覆面魔術師の正体がサライだと思われていた。第12話でサライが覆面魔術師とは別に姿を表したことは当時の読者にも大きな衝撃であったといえる。
『Advanced』以降の時代では、覆面魔術師以外の八導師が『導王』として世界各地を統治している。
フォーチューンの海砦
リプレイのタイトルにもなっている「フォーチューンの海砦」はこの世界に存在する古代の「七つの砦」の一つ。魔力を凝縮できる効果があり強大な儀式魔法を使うときに良く使われる。本リプレイでは最終話になってようやく登場。過去への時間移動を行うための儀式の場として使われた。
紋章魔法
七宝珠を介することなく魔法を使用するためにサライが開発した新しい魔術体系。サライだけでなく八導師も使いこなす。
このリプレイの時代に世界で一般的に使われている「属性魔法」は、宝珠を介することにより、世界中の誰でも頭の中で考えただけで魔法が使える。そのために魔法の発動に準備は一切必要ない。しかし紋章魔法では呪文を詠唱や紋章を描く動作を行う必要があるため、魔法の発動に時間がかかる。
この紋章魔法の原型となったのは菊池が『コンプRPG』で連載していた読者参加企画『超女王様伝説 セント★プリンセス』に登場する魔法体系である。当時サライはこの読者参加企画にプレイヤー側陣営としてゲスト参戦していた。それ自体はただのパロディの一環だったのだが、菊池はこれを『セブン＝フォートレス』の正史に組み込み、「サライは第三世界エル＝ネイシアの魔法をラース＝フェリアに持ち帰り"紋章魔法"を作り出した」という設定を加えた。
なお、サライにより宝珠が封印された後の時代を舞台とする『セブン＝フォートレス Advanced』以降のゲームシステムでは、魔法の使用に詠唱時間がかかるルールに作り直されている。
兒
「げい」と読む。第1話「借金という名のもとに」に登場したトラップ。蛾と蛭を足して割ったような生命体で、吸血性を持つ。部屋中を飛び回る大量の兒を気持ち悪がったライムがゴローを残して扉を閉めたため、ゴローは全身を兒にたかられる羽目になった。
謎の単語であり、兒の登場する場面は、GMから何の説明もされていないにもかかわらず、プレイヤー達全員がそれを知っているかのように行動するという奇妙なシーンになっている。これは著者の菊池が、リプレイ執筆の段階では『蟲』（むし）と書いたつもりだったのだが、入稿したデータが最終的に印刷されるまでの間に文字化けし、校正もすり抜け、誌面にそのまま掲載されてしまったというのが真相である。しかし菊池はこれを誤植として訂正するのではなく、「ラース=フェリアの新生物」として正式に採用し、読者投稿から複数の変種も作り上げた。以後、ルールの版が変わっても伝統的にモンスターとして「兒」が掲載され続けている。
本来、『兒』は『児』の異体字であり、「じ」「に」「こ」などと読む。『睨』など偏旁（音符）として使われる場合は「げい」と読むものもある。
ティアン族
ラース＝フェリアを見守る亜神で「空の守護者ヴァレリア」の妹女神「ティアナ」の眷属たちであり、人間社会と隔絶して生きる森の民。ライムはシェローティアのティアン族の集落で育てられた
ティアンの設定は、第二部開始後にライムのプレイヤーの如月が突然増やしたものであったため、GMはストーリー後半になってから無理矢理この設定を伏線にからめるという「きくたけ節」を炸裂させている。

## 連載中のトラブル
リプレイ『フォーチューンの海砦』は連載中において大きなトラブルが目立ったリプレイでもある。

### プレイヤー交代事件
『海砦』のセッションはプレイヤー4人でスタートしたが、途中でゴロー役のじゃが丸とミリア役の早川由が降板し、代わって新PCのベガオ役としてあずた某を加え、ナディノ役の成田豊が同じく新PCのアニーズとデニーズ役も務める「プレイヤー3人・PC5人」という異常なセッションとなっている。このプレイヤー交代は人間関係上のトラブルが原因であったことが『RPGマガジン』誌上で菊池たけし自身の筆で語られている。
『海砦』は当初「初心者がTRPGに嵌っていく過程を赤裸々に描こう」というコンセプトで進められ、プレイヤーは全員TRPG業界とは関係を持たない「可能な限り素人に近い人物」を選んでいた。プレイヤーのうち二人（ライム役の如月と早川）はTRPG経験が数回しかないのは当然として、じゃが丸の知り合いではあったものの、当時じゃが丸の友人であった菊池とは面識がなかった。プレイヤーたち全てが「ただTRPGを遊びにきているだけ」のつもりであった中で、GMの菊池だけがライターの立場として「誌面映え」をする読者主体のストーリー展開を行ってしまったことがじゃが丸と早川に不快感を与える原因になってしまったらしい（ただし、これはあくまで菊池の見解であり、じゃが丸や早川の意見ではない。また早川はこのこととは全く別に私事が忙しくなりプレイに参加できなくなったこともある）。
実際、第一部はミリアとゴローはかなりの部分で道化として描かれている。ゴローはプレイヤーの意思と無関係なところで必要以上に悲惨な目にあわせられ、ミリアは「知力が3」であることをことさらに強調されて普通の発言を行うたびに「知力3がまともなことを言っている！」と派手に驚くパフォーマンスが繰り返された。これはミリアの「ちょっとおバカなところがある女の子」という個性、そしてゴローの「不幸な目に合いやすいお人よし」という個性を強調して、キャラクターの魅力を引き出そうとした結果であるともいえるが、ライムがそういう「負の特徴」を持たず、ナティノも「浪費・借金癖」「女好き」という「ダメ男」の側面がさほどクローズアップされなかったために、第2話や第一部最終話である第5話終盤での活躍にもかかわらずミリアとゴローがないがしろにされ、ライムとナティノが贔屓されているという感覚は常について回っている。
じゃが丸と早川のリプレイからの離脱の結果、ストーリーを大きく作り直すことが必須になり、ブラスを倒しギュージールを解放した第5話の時点までを「第一部」とし、それから先を第二部として仕切り直すことになってしまった。この仕切り直しによりストーリーが長期化した部分は多々ある。
なお、ストーリー上では、ゴローは相変わらずナティノの借金を返すためにラース＝フェリア中を冒険する旅に出ており、ミリアは結婚して一旦盗賊稼業を引退したものの、第12話でサライやマドカ、ラスィ、八導師と共に「堕ちた精霊獣」に応戦している。

### 覆面魔導師の正体暴露事件
このリプレイのキーキャラクターに、シェディとシェイラのイクスティム兄妹を率いる「覆面魔導師」がいる。GMの菊池はかなり初期から、彼女の正体に関する伏線をリプレイ中に多数ちりばめていた。
しかしある時、ゲームの開始前にF.E.A.R.の会議室に集まっていたプレイヤーたちに対して、当時F.E.A.R.の社員だった山北篤が覆面魔導師の正体をばらしてしまったのである。
山北は事前に菊池からこれからの話のプロットを教えられていたのだが、教えられていたという事実をすっかり忘れ、「これまでの流れを踏まえた自分なりの推理」と思い込んでプレイヤーたちに披露してしまったのである。
この結果、菊池は覆面魔導師の正体を別の者に切り替え、それまで張っていた伏線全てを新しい真相でも矛盾がないように必死に構築しなおしたと言う。だがこの事件があったからこそ、「覆面魔導師の正体」が本リプレイの最大のサプライズとなったともいえる。
なお、山北がプレイヤーたちにばらしてしまった覆面魔道師の元々の正体というのが誰だったのかは明らかにされていない。

## 覆面魔導師の正体とラース＝フェリア
本記事で何度も言及しているように、『海砦』の重要なキーパーソンとして登場しているのが「謎の覆面魔導師」である。常にローブを纏い、女性であるらしいこと以外には素性が全く不明なこの人物は、最終話「深遠なる時海の狭間に」のラストで遂にその正体を表す。それは本リプレイを読み続けてきた読者に最大級の衝撃を与えた。
覆面魔導師の正体は、主人公・ライム＝ケーベルその人である。

### 経緯
十六王紀963年、自身の「子供」の大群を率いてリ・アクアティースを襲った「堕ちた精霊獣」は、「闇の宗教」によって与えられた進化能力によって、自身が受けた攻撃を学習して対応策を会得する性質を持っていたため、人類が倒すことは不可能であった。そのため、ライムとナティノはリ・アクアティース神殿神官長ヴェスターの勧告を受けて、「堕ちた精霊獣」のオリジナル（「闇の宗教」によって進化能力が与えられる前の状態の精霊獣）が存在する918年のババウル島に飛び、これを倒した。しかし963年に戻れたのはナティノただ一人で、ライムは918年にとどまった。
2人が963年から918年に飛べたのは、時間移動装置としての「フォーチューンの海砦」とその動力源たる〈海の宝珠〉、そして時間跳躍能力を持つライムの存在があったからこそで、〈海の宝珠〉もなく海砦からも遠く離れた918年のババウル島から963年に戻ることができるのはたった一人、ナティノしかいなかった。ライムが、ナティノを元の時代に戻すための「導く存在」となる必要があるためであった。「導く存在」がいなければ、戻れる確率は3割程度。失敗すれば永遠に時空の狭間を漂うことになってしまう。だからこそライムはナティノを「導く存在」として、918年のババウル島に残る道を選んだ（ラスィはこの事実を知っており、それをライムに告げた上で、判断を彼女に委ねた）。
ナティノを963年に戻したのち、ライムは単身大陸に渡った。そして952年にサライと出会い、以後行動を共にする。やがて〈海の宝珠〉を含めた七宝珠が危険な存在であり、その一方で宝珠を適格者以外でも扱える技術の開発が進められていることを知り、サライと共に宝珠封印の行動に出ることになる。彼女たちが集めたのが、後に「八導師」と呼ばれる者たちであり、ライムはそのリーダーとなった。そして963年、ライムは「覆面魔導師」としてナティノと再会を果たす。
第3話のバラスとの対決に出現した「覆面魔導師」は918年へ時間移動中のライム本人である。同一人物が同一空間に存在することによって発生する「時空のひずみ」と呼ばれる現象を回避するため、同じく時間移動中のナティノが自分のマントをライムに貸した結果だった。

### 歴史改変の結果
ライムとナティノが918年のババウル島で「堕ちた精霊獣」のオリジナルを倒した結果、後のラース＝フェリアに関わる歴史改変が随所で生じている。主なものを挙げる。
- 水晶蟲によるババウル島の全滅やリ・アクアティース攻防戦は、それ自体が存在しなかったことになった。ババウル島は次作『リーンの闇砦』でも、暗黒破壊神バラーが隠されている島として登場する。
- デニーズは「堕ちた精霊獣」に喰われず、デニーズ&アニーズは兄妹とも健在である。なお、ルール第二版『セブン＝フォートレス Advanced』のサプリメント『セブン＝フォートレス EX』には、公式NPCとして17歳に成長したデニーズ&アニーズが登場する。あれから2人はまっすぐに成長したようで、この頃には弱きを助け強きをくじく「正義の味方」として旅を続けている。ただ、ひとたび困っている人を発見すると異常なレベルでお節介を焼き、事態をよりややこしくさせてしまう「おしかけヒーロー」な部分もある。
- リ・アクアティース攻防戦で「ブランドー」と呼ばれる八導師のひとりが、「堕ちた精霊獣」に襲われたシェディを救おうとして殺される場面がある[37]。この人物は後の「森導王」ブランドー＝ピピンであり、デニーズ同様戦死の事実がなかったことになった。
- ベガオの記憶喪失は、918年のババウル島に向かう途中で898年の「アルセイルの氷砦」に飛ばさせられたライムたちが、まだ闇の宗教の改造兵士だった時代のベガオに襲われてやむなく反撃した時の衝撃によるものである。この場面は『氷砦』最終話「時の流れの果てに」中盤の精霊界第一層での戦い[38]の直後に当たり、ベガオは第一層を守る量産型カニアーマー軍団を率いていた。リ・アクアティース攻防戦で「真・蟹光線」を放つ直前、ベガオは『氷砦』の最終決戦で自らを犠牲にして養女・サライたちを精霊界第三層に送ったキタローのことに言及している[39]。「堕ちた精霊獣」のオリジナルが倒された結果、ベガオは平穏なリ・アクアティースで世界征服の野望を抱きつつ格闘道場を開くも、赤字経営に悩む毎日を送っている。
- 「堕ちた精霊獣」のオリジナルが倒され、（自身から見て）約半世紀を経てナティノとの再会を果たした後のライムは、数年後に結婚（相手は不明)。娘を産み、さらに数年後に8人目の守護者として選ばれ天上界に昇った（詳細は主八界の神々#第一世界ラース＝フェリアの守護者の節を参照）。守護者となってからのライムはナイトウィザードリプレイ『黒き星の皇子』にNPCとして出演している。

## 作品一覧
- フォーチューンの海砦 (上・下) （B5判サプリメント / ゲーム･フィールド）
  - 1999年発売。リプレイで使われた魔法やキャラクタークラスなどのデータが付録として掲載。2007年現在絶版。
- フォーチューンの海砦 V3 edition (上・下) （ISBN 978-4829144992 (上)・ISBN 978-4829145005 (下) / 富士見ドラゴンブック / 富士見書房）
  - 2007年発売。リプレイ部分をまとめた文庫版。2011年現在絶版。
- フォーチューンの海砦  (上・下) （ISBN 978-4-04-727400-6 (上)・ISBN 978-4-04-727401-3 (下) / ファミ通文庫 / エンターブレイン）
  - 2011年発売。文庫版。上巻巻末に『セブン＝フォートレス』リプレイの歴史を回顧する記事、下巻巻末に『海砦』後のサライ、マドカ、八導師のうちの7人（後の「七導王」）、ラスィに関する記事、両巻に菊池たけしと久保田悠羅による対談が掲載されている。